# Grüne Gasse 3 (Magdeburg)

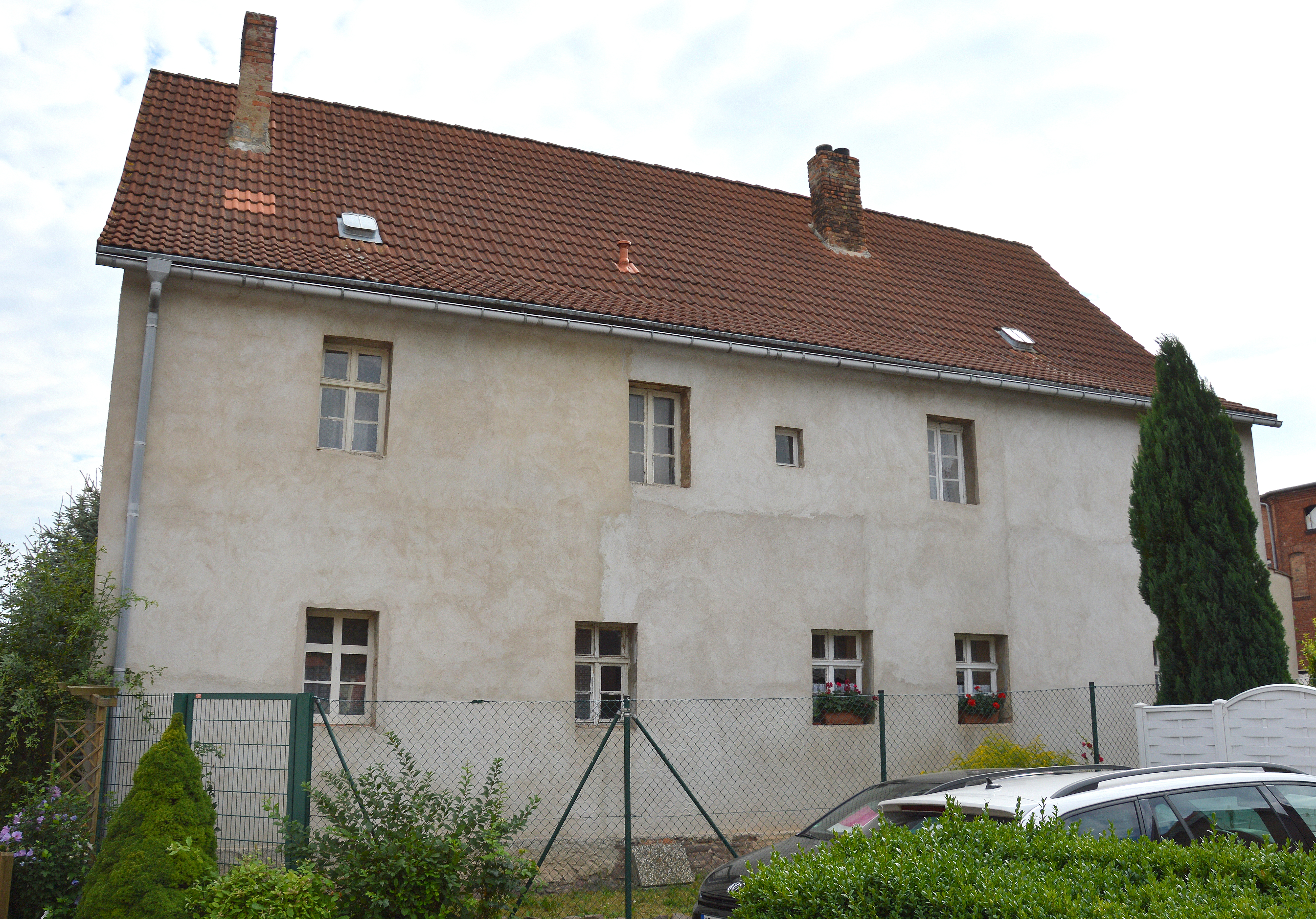
Haus Grüne Gasse 3, Rückseite

Das Gebäude Grüne Gasse 3 ist ein denkmalgeschütztes Wohnhaus im Magdeburger Stadtteil Alt Olvenstedt in Sachsen-Anhalt.

## Lage
Es befindet sich zurückgesetzt auf der Nordseite der Grünen Gasse. Östlich des Grundstücks verläuft die auf die Grüne Gasse mündende Obstgasse.

## Architektur und Geschichte
Das schlicht gestaltete zweigeschossige Wohnhaus verfügt über eine auf das Jahr 1789 verweisende Inschriftentafel. Zur Frontseite hin ist die Fassade des verputzen Baus sechsachsig ausgeführt. Die Sprossenfenster sind klein gehalten. Zur Straße hin befindet sich auch die Hauseingangstür, die über eine Treppe erreichbar ist. Das Treppenpodest wird von einem kleinen Holzdach überspannt. Bedeckt ist das Gebäude von einem hohen Satteldach.
Der Bau gilt als Beispiel für ein schlichtes ländliches Wohnhaus.
Im örtlichen Denkmalverzeichnis ist das Wohnhaus unter der Erfassungsnummer 094 81902 als Baudenkmal verzeichnet.